# Strontianit
Strontianit (SrCO3) là một loại khoáng vật quan trọng của stronti. Đây là loại khoáng vật cacbonat hiếm và là một trong số ít các khoáng vật stronti.